# Shackleton (serie)
Shackleton es una película para televisión británica de 2002, escrita y dirigida por Charles Sturridge, protagonizada por Kenneth Branagh como el explorador Sir Ernest Shackleton. La película cuenta la historia real de la Expedición Imperial Trans-Antártica de Shackleton, en el barco Endurance. El reparto incluye a Kevin McNally, Lorcan Cranitch, Embeth Davidtz, Danny Webb, Matt Day y Phoebe Nicholls (también la esposa del director) como Lady Shackleton. Fue rodada en Reino Unido, Islandia y Groenlandia. La película usó relatos de primera mano de los hombres de la expedición para recrear la historia. El biógrafo de Shackleton, Roland Huntford fue asesor de producción.
Shackleton fue primero transmitida en dos partes por Channel 4 en enero de 2002. En América del Norte la película fue transmitida primero por la A&E Network en abril de 2002. El film fue nominado para siete Emmy Awards y a un Golden Globe Award.

## Trama
Las películas cuentan la historia real de Sir Ernest Shackleton y su Expedición Imperial Trans-Antártica a bordo del barco Endurance. Después que el barco quedó atrapado y luego destruido por el pack ice, Shackleton se dedicó a rescatar a sus hombres. Se vio obligado a emprender un épico cruce de 1300 kilómetros a través del Océano Austral y una cordillera no cartografiada en Georgia del Sur, para llegar a una estación ballenera desde donde rescatar a todos los miembros del equipo naufragado. Ningún hombre murió en esta épica historia de la vida real.

## Elenco
- Kenneth Branagh como Sir Ernest Henry Shackleton
- John Grillo como Franks
- Paul Humpoletz como Hombre en la audiencia
- Phoebe Nicholls como Emily Shackleton
- Eve Best como Eleanor Shackleton
- Mark Tandy como Frank Shackleton
- Cicely Delaney como Cecily Shackleton
- Christian Young como Raymond Shackleton
- Embeth Davidtz como Rosalind Chetwynd
- Gino Melvazzi como Head Waiter
- Danny Webb como Perris
- Lorcan Cranitch como Frank Wild
- Michael Culkin como Jack Morgan
- Mark McGann como Tom Crean
- Abby Ford como Marcie
- Matt Day como Frank Hurley